# Henrik Kyhl
Henrik Larsen Kyhl (8. august 1793 i Søsum ved Frederikssund – 12. februar 1866 på Frederiksberg) var en dansk urmager, bror til guldsmeden Peter Kyhl.

## Liv og gerning
Han var født i Søsum ved Frederikssund, hvor faderen, Lars Kyhl, der stammede fra Holsten, var en begavet jordbruger og hjulmand; moderen var Maren Jensdatter. Kyhl, der var den næstældste af 10 sønner, kom i urmagerlære i København, og her etablerede han sig 1818. Sit mekaniske talent viste han i nogle forbedringer ved uret, bl.a. opfandt han et originalt kileindgribningssystem, men han havde også interesser i andre retninger. 1827 konstruerede han den gadelygte, der benyttedes i København til 1857, og i 1835 en mekanisk blindramme. Blandt sine kolleger var han så vel anset, at han fra 1832-38 var oldermand for Københavns Urmagerlav, men også uden for denne snævrere kreds fik han betydning.
I 1838 blev han en af Stadens 32 mænd og senere borgerrepræsentant, hvad han var til 1859, og 1840 valgt til stændersuppleant deltog han 1844 og 1846 i stænderforsamlingerne i Roskilde. Han tilhørte tidens frisindede retning, var 1835 medstifter af Selskabet for Trykkefrihedens rette Brug og i 1838 af Industriforeningen, i hvilken han var en virksom repræsentant lige til 1863. Også for stiftelsen af Tivoli (1843) interesserede han sig, og han var i flere år (til 1857) formand for dets bestyrelse og i perioder også direktør. I 1840 blev han medlem af komiteen til undersøgelse af Københavns lavsvæsen. 1848 var han medstifter af Det skandinaviske Selskab, og samme år valgtes han til medlem af valgbestyrelsen for København ved valget af deputerede til den bebudede Rigsforsamling. I sine sidste år syslede han meget med magnetiske og andre fysiske forsøg. Han døde 12. februar 1866.

## Ægteskab
26. februar 1817 ægtede han Sophie Dorothea Grosskopf (3. december 1792 – 18. december 1861), datter af tøjmagermester Christian Philip Grosskopf og Anna Dorothea f. Schiønning.

## Gravsted
Han er begravet på Solbjerg Parkkirkegård.